# Palisades Amusement Park

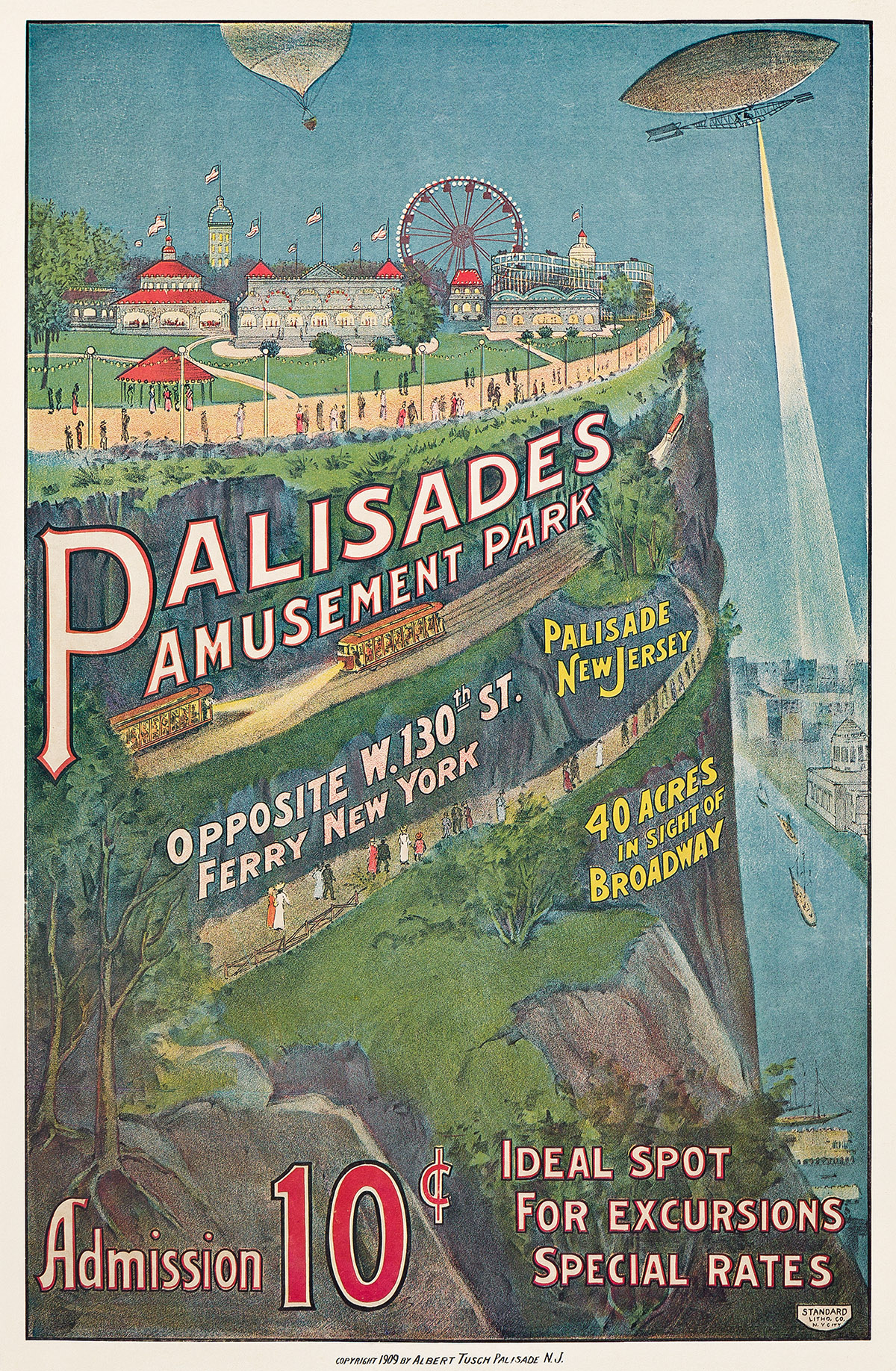
Carte postale promouvant le parc.

Palisades Amusement Park était un parc d'attractions situé sur les hauteurs des New Jersey Palisades dans le comté de Bergen (New Jersey), séparé de New York par le fleuve Hudson. Ouvert en 1898, il fonctionna jusqu'en 1971.

## Au début, un simple Trolley park (1898-1910)
Le parc a été construit en 1898 comme trolley park (parc d'attractions implantés au terminus des trolleys ou des bus) par la Bergen County Traction Company pour dynamiser le terminus pendant les week-ends et en soirée. Il s'appelle alors Park on the Palisades. Entre 1908 et 1909, la société a vendu le parc à August Neumann et Frank Knox. Ils embauchent Alven H. Dexter pour gérer le parc. Ce dernier commence l'ajout d'attractions dont une grande roue, des défilés et des spectacles. En 1910, le parc est racheté par la Realty Trust Company. Le parc est renommé Palisades Amusement Park.

## L'ère des frères Schenck (1910-1934)
Le parc est racheté par Joseph M. Schenck et son frère Nicholas Schenck.